# Jim Eakins
James Scott «Jim» Eakins (Sacramento, California, 24 de mayo de 1946) es un exjugador de baloncesto estadounidense que disputó ocho temporadas en la ABA y dos más en la NBA. Con 2,11 metros de estatura, jugaba en la posición de pívot.

## Trayectoria deportiva

### Universidad
Jugó durante tres temporadas en los Cougars de la Universidad Brigham Young, en las que promedió 9,8 puntos y 7,8 rebotes por partido. En su última temporada fue incluido en el mejor quinteto de la Western Athletic Conference, tras liderar la conferencia en rebotes, con 12,1 por partido.

### Profesional
Fue elegido en la quincuagésimo séptima posición del Draft de la NBA de 1968 por San Francisco Warriors, y también por los Oakland Oaks en el Draft de la ABA, fichando por estos últimos. En su primera temporada, turnándose en la posición de pívot con Ira Harge, logró su primer anillo de campeón, derrotando en las Finales a los Indiana Pacers. Eakins promedió 13,0 puntos y 7,2 rebotes por partido ese año.
Al año siguiente el equipo se trasladó a la capital, convirtiéndose en los Washington Caps, y posteriormente a Virginia, pasando a denominarse Virginia Squires. Jugó en total seis temporadas en el equipo, siendo la más destacada la última de ellas, en la cual promedió 14,6 puntos y 9,6 rebotes por partido, siendo elegido para disputar el que sería su único All-Star Game, en el que lograría 2 puntos, 4 rebotes y 4 asistencias.
Antes del comienzo de la temporada 1974-75 fue traspasado junto con Larry Miller a los Utah Stars, a cambio de Johnny Neumann. En su primera temporada promedió 12,5 puntos y 7,2 rebotes por partido, jugando como titular. Cuando se llevaban 16 partidos disputados de la siguiente temporada, la franquicia quebró, fichando por los Virginia Squires, que poco después lo traspasarían a New Jersey Nets a cambio de Swen Nater y Bill Schaeffer, y allí conseguiría su segundo título de liga, derrotando en las Finales a los Denver Nuggets, jugando como suplente y promediando 6,2 puntos y 3,5 rebotes por partido.
Al año siguiente la ABA desaparece, y se une a la NBA. Los Nets traspasan entonces a Eakins junto con Brian Taylor y dos futuras primeras rondas de draft a Kansas City Kings a cambio de Nate Archibald. Allí el puesto de pívot es ocupado por Sam Lacey, teniendo que conformarse con ser su suplente, promediando 6,0 puntos y 4,4 rebotes por partido. Al término de la temporada es despedido, y tras dos breves contratos con San Antonio Spurs y Milwaukee Bucks, acaba retirándose al final de la temporada 1977-78.

## Estadísticas de su carrera en la ABA y la NBA

### Temporada regular
| Temporada | Edad | Equipo            | Liga  | P   | TIT | MIN  | TC  | TCA  | %TC  | 3P  | 3PA | %3P  | TL  | TLA | %TL  | R.OF. | R.DEF. | REB | ASIS | ROB | TAP | PER | FP  | PTS  |
| 1968-69   | 22   | Oakland Oaks      | ABA   | 78  |     | 21.4 | 4.5 | 8.3  | .543 | 0.0 | 0.0 | .000 | 4.0 | 5.5 | .719 | 2.9   | 4.3    | 7.2 | 0.7  |     |     | 1.8 | 3.0 | 13.0 |
| 1969-70   | 23   | Washington Caps   | ABA   | 82  |     | 14.8 | 2.2 | 4.4  | .497 | 0.0 | 0.0 |      | 2.0 | 2.7 | .741 | 1.6   | 3.4    | 5.0 | 0.9  |     |     | 1.3 | 2.2 | 6.4  |
| 1970-71   | 24   | Virginia Squires  | ABA   | 84  |     | 26.6 | 4.0 | 7.7  | .515 | 0.0 | 0.0 |      | 2.9 | 3.8 | .759 | 2.6   | 6.6    | 9.3 | 1.9  |     |     | 1.7 | 3.4 | 10.8 |
| 1971-72   | 25   | Virginia Squires  | ABA   | 84  |     | 32.4 | 4.4 | 9.1  | .486 | 0.0 | 0.0 |      | 3.4 | 4.5 | .764 | 3.5   | 6.2    | 9.6 | 2.2  |     |     | 2.3 | 3.5 | 12.3 |
| 1972-73   | 26   | Virginia Squires  | ABA   | 83  |     | 30.8 | 5.2 | 9.9  | .522 | 0.0 | 0.0 | .000 | 4.6 | 5.8 | .802 | 2.8   | 6.0    | 8.8 | 3.2  |     | 1.6 | 2.8 | 3.5 | 15.0 |
| 1973-74   | 27   | Virginia Squires  | ABA   | 84  |     | 31.5 | 5.3 | 10.2 | .520 | 0.0 | 0.0 | .000 | 4.0 | 5.1 | .785 | 3.5   | 6.1    | 9.6 | 2.8  | 0.8 | 1.2 | 2.7 | 3.2 | 14.6 |
| 1974-75   | 28   | Utah Stars        | ABA   | 84  |     | 30.4 | 4.5 | 9.0  | .503 | 0.0 | 0.0 |      | 3.5 | 4.1 | .836 | 2.5   | 4.7    | 7.2 | 1.7  | 0.7 | 1.0 | 2.1 | 3.1 | 12.5 |
| 1975-76   | 29   | TOTAL             | ABA   | 73  |     | 22.8 | 2.9 | 6.5  | .451 | 0.0 | 0.0 |      | 2.7 | 3.1 | .888 | 2.3   | 3.7    | 6.0 | 1.2  | 0.5 | 1.0 | 1.6 | 3.0 | 8.6  |
| 1975-76   | 29   | Utah Stars        | ABA   | 16  |     | 35.5 | 4.3 | 9.8  | .439 | 0.0 | 0.0 |      | 4.1 | 4.4 | .915 | 3.2   | 6.2    | 9.4 | 2.1  | 0.6 | 0.6 | 2.6 | 4.5 | 12.7 |
| 1975-76   | 29   | Virginia Squires  | ABA   | 23  |     | 27.7 | 3.2 | 7.7  | .418 | 0.0 | 0.0 |      | 2.9 | 3.2 | .904 | 3.2   | 4.1    | 7.3 | 1.6  | 0.8 | 1.8 | 1.7 | 3.3 | 9.3  |
| 1975-76   | 29   | New Jersey Nets   | ABA   | 34  |     | 13.6 | 2.1 | 4.2  | .503 | 0.0 | 0.0 |      | 2.0 | 2.3 | .848 | 1.2   | 2.3    | 3.5 | 0.5  | 0.2 | 0.6 | 1.0 | 2.1 | 6.2  |
| 1976-77   | 30   | Kansas City Kings | NBA   | 82  |     | 16.3 | 1.8 | 4.1  | .449 |     |     |      | 2.3 | 2.7 | .847 | 1.4   | 3.0    | 4.4 | 1.5  | 0.4 | 0.6 |     | 2.4 | 6.0  |
| 1977-78   | 31   | TOTAL             | NBA   | 33  |     | 12.3 | 1.3 | 2.6  | .512 |     |     |      | 1.5 | 1.8 | .833 | 0.9   | 1.4    | 2.3 | 0.9  | 0.2 | 0.5 | 1.0 | 2.2 | 4.2  |
| 1977-78   | 31   | San Antonio Spurs | NBA   | 16  |     | 15.7 | 1.9 | 3.3  | .577 |     |     |      | 1.8 | 2.1 | .853 | 1.1   | 1.8    | 2.9 | 1.1  | 0.2 | 0.6 | 1.5 | 2.9 | 5.6  |
| 1977-78   | 31   | Milwaukee Bucks   | NBA   | 17  |     | 9.1  | 0.8 | 2.0  | .412 |     |     |      | 1.2 | 1.5 | .808 | 0.7   | 1.0    | 1.7 | 0.7  | 0.2 | 0.4 | 0.5 | 1.5 | 2.9  |
| Total     |      |                   | TOTAL | 767 |     | 24.8 | 3.8 | 7.5  | .504 | 0.0 | 0.0 | .000 | 3.2 | 4.1 | .788 | 2.5   | 4.8    | 7.3 | 1.8  | 0.5 | 1.0 | 2.0 | 3.0 | 10.8 |
|           |      |                   | ABA   | 652 |     | 26.5 | 4.1 | 8.2  | .507 | 0.0 | 0.0 | .000 | 3.4 | 4.3 | .783 | 2.7   | 5.2    | 7.9 | 1.8  | 0.6 | 1.2 | 2.0 | 3.1 | 11.7 |
|           |      |                   | NBA   | 115 |     | 15.2 | 1.7 | 3.7  | .462 |     |     |      | 2.1 | 2.5 | .844 | 1.2   | 2.6    | 3.8 | 1.3  | 0.3 | 0.6 | 1.0 | 2.3 | 5.5  |

### Playoffs
| Temporada | Edad | Equipo           | Liga  | P  | MIN  | TCA | TC  | 3PA | 3P | TLA | TL  | R.OF. | REB | ASIS | ROB | TAP | PER | FP  | PTS | %TC  | %3P  | %FT   | MIN  | PTS  | REB  | AST |
| 1968-69   | 22   | Oakland Oaks     | ABA   | 16 | 329  | 65  | 121 | 0   | 0  | 59  | 83  |       | 102 | 15   |     |     | 26  | 52  | 189 | .537 |      | .711  | 20.6 | 11.8 | 6.4  | 0.9 |
| 1969-70   | 23   | Washington Caps  | ABA   | 7  | 65   | 14  | 24  | 0   | 0  | 3   | 3   |       | 14  | 5    |     |     | 6   | 11  | 31  | .583 |      | 1.000 | 9.3  | 4.4  | 2.0  | 0.7 |
| 1970-71   | 24   | Virginia Squires | ABA   | 12 | 296  | 50  | 99  | 0   | 0  | 24  | 32  | 36    | 120 | 20   |     |     | 16  | 44  | 124 | .505 |      | .750  | 24.7 | 10.3 | 10.0 | 1.7 |
| 1971-72   | 25   | Virginia Squires | ABA   | 11 | 325  | 38  | 80  | 0   | 0  | 27  | 39  |       | 96  | 22   |     |     | 18  | 36  | 103 | .475 |      | .692  | 29.5 | 9.4  | 8.7  | 2.0 |
| 1972-73   | 26   | Virginia Squires | ABA   | 5  | 217  | 48  | 81  | 0   | 0  | 28  | 34  | 20    | 57  | 18   |     |     | 22  | 22  | 124 | .593 |      | .824  | 43.4 | 24.8 | 11.4 | 3.6 |
| 1973-74   | 27   | Virginia Squires | ABA   | 5  | 190  | 37  | 71  | 0   | 1  | 26  | 33  | 22    | 54  | 19   | 7   | 4   | 20  | 23  | 100 | .521 | .000 | .788  | 38.0 | 20.0 | 10.8 | 3.8 |
| 1974-75   | 28   | Utah Stars       | ABA   | 6  | 194  | 35  | 55  | 0   | 0  | 11  | 12  | 16    | 37  | 7    | 9   | 11  | 18  | 28  | 81  | .636 |      | .917  | 32.3 | 13.5 | 6.2  | 1.2 |
| 1975-76   | 29   | New Jersey Nets  | ABA   | 13 | 281  | 30  | 56  | 0   | 0  | 29  | 36  | 30    | 78  | 11   | 6   | 7   | 19  | 52  | 89  | .536 |      | .806  | 21.6 | 6.8  | 6.0  | 0.8 |
| 1977-78   | 31   | Milwaukee Bucks  | NBA   | 3  | 18   | 1   | 5   |     |    | 0   | 0   | 1     | 1   | 1    | 1   | 0   | 1   | 2   | 2   | .200 |      |       | 6.0  | 0.7  | 0.3  | 0.3 |
| Total     |      |                  | TOTAL | 78 | 1915 | 318 | 592 | 0   | 1  | 207 | 272 | 125   | 559 | 118  | 23  | 22  | 146 | 270 | 843 | .537 | .000 | .761  | 24.6 | 10.8 | 7.2  | 1.5 |
|           |      |                  | ABA   | 75 | 1897 | 317 | 587 | 0   | 1  | 207 | 272 | 124   | 558 | 117  | 22  | 22  | 145 | 268 | 841 | .540 | .000 | .761  | 25.3 | 11.2 | 7.4  | 1.6 |
|           |      |                  | NBA   | 3  | 18   | 1   | 5   |     |    | 0   | 0   | 1     | 1   | 1    | 1   | 0   | 1   | 2   | 2   | .200 |      |       | 6.0  | 0.7  | 0.3  | 0.3 |

## Vida posterior
Tras retirarse, ejerció como profesor en el Granite High School de Salt Lake City, ejerciendo además durante varios años como entrenador del equipo de fútbol femenino del instituto, a pesar de no haber practicado jamás ese deporte.